# Robert Piris da Motta
Robert Ayrton Piris da Motta Mendoza (Ciudad del Este, 26 de julho de 1994) é um futebolista paraguaio que atua como volante. Atualmente joga no Cerro Porteño.

## Carreira

### Rubio Ñu e Olimpia
Revelado pelo clube paraguaio Rubio Ñu, Piris da Motta estreou aos 15 anos sob os comandos de Francisco Arce, tornando-se um dos mais jovens a atuar profissionalmente pelos Ñuenses, juntamente com Derlis González. Piris ainda se destacou pelo Olimpia, também do seu país, antes de se transferir para a Argentina.

### San Lorenzo
Piris chegou em 2016 no San Lorenzo, da Argentina, comprado por US$ 750 mil junto ao Rubio Ñu. Na época, sua contratação para chegar ao clube de Almagro foi referendado por Néstor Ortigoza, ídolo histórico do El Ciclón. Disputou 28 partidas e não fez gol.

### Flamengo

#### 2018
No dia 2 de agosto, Piris da Motta foi anunciado pelo seu "xará", o cantor Alexandre Pires, como reforço do Flamengo. Após uma negociação repleta de reviravoltas com o San Lorenzo, o rubro-negro conseguiu convencer o Cuervo e pagou 3 milhões de euros (cerca de 10 milhões de reais) pelo paraguaio, apesar da multa rescisória avaliada em 15 milhões de dólares. O clube carioca assinou por quatro anos com o volante. Fez sua estreia no dia 12 de agosto, na vitória contra o Cruzeiro.

#### 2019
No dia 10 de janeiro, ele foi um dos quatro jogadores do Flamengo que converteram seus pênaltis e ajudaram a equipe a vencer o Ajax, da Holanda, na disputa de pênaltis, em partida válida pela Florida Cup.
No dia 23 de novembro sagrou-se campeão da Libertadores. Já no dia posterior ao título continental, tornou-se campeão brasileiro após a derrota do Palmeiras para o Grêmio.

### Gençlerbirliği
No dia 11 de setembro de 2020, o volante Piris da Motta, que não entrou em campo pelo Flamengo em 2020, toi anunciado pelo Gençlerbirliği, da Turquia. O paraguaio assinou um contrato de empréstimo válido por um ano – com opção de compra - ao time turco.

### Cerro Porteño
Em 24 de janeiro de 2022, o Cerro Porteño anunciou a contratação de Piris da Motta. O clube paraguaio desembolsou cerca de 1 milhão de dólares (R$ 5,49 milhões) para contar com o jogador.

## Seleção Nacional
Pela Seleção Paraguaia, disputou dois jogos na Copa América Centenário, realizada nos Estados Unidos.

## Estilo de jogo
Piris da Motta atua como um primeiro volante a frente da zaga, e seu foco está nas tarefas defensivas, se destacando pelas roubadas de bola.

## Estatísticas
Atualizadas até dia 14 de novembro de 2021.

### Clubes
| Clube             | Temporada         | Campeonato nacional | Campeonato nacional | Campeonato nacional | Copa nacional[a] | Copa nacional[a] | Copa nacional[a] | Competições continentais[b] | Competições continentais[b] | Competições continentais[b] | Outros torneios[c] | Outros torneios[c] | Outros torneios[c] | Total | Total | Total   |
| Clube             | Temporada         | Jogos               | Gols                | Assist.             | Jogos            | Gols             | Assist.          | Jogos                       | Gols                        | Assist.                     | Jogos              | Gols               | Assist.            | Jogos | Gols  | Assist. |
| ----------------- | ----------------- | ------------------- | ------------------- | ------------------- | ---------------- | ---------------- | ---------------- | --------------------------- | --------------------------- | --------------------------- | ------------------ | ------------------ | ------------------ | ----- | ----- | ------- |
| Rubio Ñu          | 2010              | 4                   | 0                   | 0                   | —                | —                | —                | —                           | —                           | —                           | —                  | —                  | —                  | 4     | 0     | 0       |
| Rubio Ñu          | 2011              | 8                   | 0                   | 0                   | —                | —                | —                | —                           | —                           | —                           | —                  | —                  | —                  | 8     | 0     | 0       |
| Rubio Ñu          | 2012              | 22                  | 0                   | 1                   | —                | —                | —                | —                           | —                           | —                           | —                  | —                  | —                  | 22    | 0     | 1       |
| Rubio Ñu          | 2013              | 26                  | 0                   | 2                   | —                | —                | —                | —                           | —                           | —                           | —                  | —                  | —                  | 26    | 0     | 2       |
| Rubio Ñu          | 2014              | 35                  | 2                   | 4                   | —                | —                | —                | —                           | —                           | —                           | —                  | —                  | —                  | 35    | 2     | 4       |
| Rubio Ñu          | 2015              | 21                  | 2                   | 1                   | —                | —                | —                | —                           | —                           | —                           | —                  | —                  | —                  | 21    | 2     | 1       |
| Rubio Ñu          | 2016              | 7                   | 0                   | 0                   | —                | —                | —                | —                           | —                           | —                           | —                  | —                  | —                  | 7     | 0     | 0       |
| Rubio Ñu          | Total             | 123                 | 4                   | 8                   | 0                | 0                | 0                | 0                           | 0                           | 0                           | 0                  | 0                  | 0                  | 123   | 4     | 8       |
| Olimpia           | 2015              | 13                  | 1                   | 0                   | —                | —                | —                | 5                           | 0                           | 0                           | —                  | —                  | —                  | 18    | 1     | 0       |
| Olimpia           | 2016              | 17                  | 1                   | 0                   | —                | —                | —                | 4                           | 0                           | 0                           | —                  | —                  | —                  | 21    | 1     | 0       |
| Olimpia           | Total             | 30                  | 2                   | 0                   | 0                | 0                | 0                | 9                           | 0                           | 0                           | 0                  | 0                  | 0                  | 39    | 2     | 0       |
| San Lorenzo       | 2016–17           | 1                   | 0                   | 0                   | —                | —                | —                | 0                           | 0                           | 0                           | —                  | —                  | —                  | 1     | 0     | 0       |
| San Lorenzo       | 2017–18           | 20                  | 0                   | 0                   | —                | —                | —                | 2                           | 0                           | 0                           | 3                  | 0                  | 0                  | 25    | 0     | 0       |
| San Lorenzo       | 2018–19           | —                   | —                   | —                   | 1                | 0                | 0                | 1                           | 0                           | 0                           | —                  | —                  | —                  | 2     | 0     | 0       |
| San Lorenzo       | Total             | 21                  | 0                   | 0                   | 1                | 0                | 0                | 3                           | 0                           | 0                           | 3                  | 0                  | 0                  | 28    | 0     | 0       |
| Flamengo          | 2018              | 11                  | 0                   | 0                   | —                | —                | —                | 0                           | 0                           | 0                           | —                  | —                  | —                  | 11    | 0     | 0       |
| Flamengo          | 2019              | 26                  | 0                   | 0                   | 2                | 0                | 0                | 5                           | 0                           | 0                           | 8                  | 0                  | 0                  | 41    | 0     | 0       |
| Flamengo          | 2020              | 0                   | 0                   | 0                   | —                | —                | —                | 0                           | 0                           | 0                           | 0                  | 0                  | 0                  | 0     | 0     | 0       |
| Flamengo          | 2021              | 3                   | 0                   | 0                   | 0                | 0                | 0                | 1                           | 0                           | 0                           | —                  | —                  | —                  | 4     | 0     | 0       |
| Flamengo          | Total             | 40                  | 0                   | 0                   | 2                | 0                | 0                | 6                           | 0                           | 0                           | 8                  | 0                  | 0                  | 56    | 0     | 0       |
| Gençlerbirliği    | 2020–21           | 36                  | 6                   | 1                   | —                | —                | —                | —                           | —                           | —                           | —                  | —                  | —                  | 36    | 6     | 1       |
| Gençlerbirliği    | Total             | 36                  | 6                   | 1                   | 0                | 0                | 0                | 0                           | 0                           | 0                           | 0                  | 0                  | 0                  | 36    | 6     | 1       |
| Cerro Porteño     | 2022              | 0                   | 0                   | 0                   | —                | —                | —                | 0                           | 0                           | 0                           | —                  | —                  | —                  | 0     | 0     | 0       |
| Cerro Porteño     | Total             | 0                   | 0                   | 0                   | 0                | 0                | 0                | 0                           | 0                           | 0                           | 0                  | 0                  | 0                  | 0     | 0     | 0       |
| Total na carreira | Total na carreira | 250                 | 12                  | 8                   | 3                | 0                | 0                | 18                          | 0                           | 0                           | 11                 | 0                  | 0                  | 282   | 12    | 9       |

- a. ^ Jogos da Copa Argentina
- b. ^ Jogos da Copa Sul-Americana e Copa Libertadores da América
- c. ^ Jogos do Amistoso, Florida Cup e Copa do Mundo de Clubes da FIFA

### Seleção Paraguaia
Abaixo estão listados todos jogos, gols e assistências do futebolista pela Seleção Paraguaia, desde as categorias de base. Abaixo da tabela, clique em expandir para ver a lista detalhada dos jogos de acordo com a categoria selecionada.
Sub-17
| Ano   |       |      |         |       |
| Ano   | Jogos | Gols | Assist. | Média |
| ----- | ----- | ---- | ------- | ----- |
| 2011  | 4     | 0    | 0       | 0     |
| Total | 4     | 0    | 0       | 0     |

Sub-20
| Ano   |       |      |         |       |
| Ano   | Jogos | Gols | Assist. | Média |
| ----- | ----- | ---- | ------- | ----- |
| 2013  | 8     | 0    | 0       | 0     |
| Total | 8     | 0    | 0       | 0     |

Sub-23 (Olímpico)
| Ano   |       |      |         |       |
| Ano   | Jogos | Gols | Assist. | Média |
| ----- | ----- | ---- | ------- | ----- |
| 2015  | 1     | 0    | 0       | 0     |
| Total | 1     | 0    | 0       | 0     |

|    | Data                | Local                             | Resultado | Adversário | Gols | Assist. | Competição |
| -- | ------------------- | --------------------------------- | --------- | ---------- | ---- | ------- | ---------- |
| 1. | 27 de março de 2015 | Kleber Andrade, Cariacica, Brasil | 1–4       | Brasil     | 0    | 0       | Amistoso   |

Seleção principal
| Ano   |       |      |         |       |
| Ano   | Jogos | Gols | Assist. | Média |
| ----- | ----- | ---- | ------- | ----- |
| 2015  | 0     | 0    | 0       | 0     |
| 2016  | 3     | 0    | 0       | 0     |
| 2017  | 2     | 0    | 0       | 0     |
| 2018  | 0     | 0    | 0       | 0     |
| 2019  | 1     | 0    | 0       | 0     |
| 2020  | 0     | 0    | 0       | 0     |
| 2021  | 3     | 0    | 0       | 0     |
| Total | 9     | 0    | 0       | 0     |

Seleção Paraguaia (total)
| Ano   |       |      |         |       |
| Ano   | Jogos | Gols | Assist. | Média |
| ----- | ----- | ---- | ------- | ----- |
| 2011  | 4     | 0    | 0       | 0     |
| 2013  | 8     | 0    | 0       | 0     |
| 2015  | 1     | 0    | 0       | 0     |
| 2016  | 3     | 0    | 0       | 0     |
| 2017  | 2     | 0    | 0       | 0     |
| 2018  | 0     | 0    | 0       | 0     |
| 2019  | 1     | 0    | 0       | 0     |
| 2020  | 0     | 0    | 0       | 0     |
| 2021  | 3     | 0    | 0       | 0     |
| Total | 22    | 0    | 0       | 0     |

## Títulos
Olimpia
- Campeonato Paraguaio: 2015-C

Flamengo
- Copa Libertadores da América: 2019
- Recopa Sul-Americana: 2020
- Campeonato Brasileiro: 2019, 2020
- Supercopa do Brasil: 2020, 2021
- Campeonato Carioca: 2019, 2020, 2021
- Taça Guanabara: 2018, 2020, 2021
- Taça Rio: 2019
- Florida Cup: 2019